# Игры доброй воли 1990
Летние И́гры до́брой во́ли 1990 года — вторые летние Игры доброй воли, проходившие в Сиэтле (США) с 20 июля по 5 августа. Соревнования проходили по 21 виду спорта. В соревнованиях приняли участие 2312 спортсменов из 54 стран.
Церемония открытия прошла на стадионе Хаски Вашингтонского университета. На церемонии выступили бывший президент США Рональд Рейган, будущий губернатор Калифорнии Арнольд Шварценеггер, музыкальные группы The Moody Blues и Парк Горького. Список и порядок стран, завоевавших наибольшее число медалей, остался прежним: команда СССР выиграла 188 медалей (66 золотых), США — 161 медаль (60 золотых), ГДР — 43 медали (11 золотых).
Девиз игр — «Объединяя лучшее в мире». На церемонии открытия команды-участницы не прошли каждая отдельно. Все спортсмены прошли по стадиону единой массой, символизируя международное единство. Масштаб соревнований не позволил провести все соревнования в Сиэтле, поэтому некоторые из них прошли в других городах штата Вашингтон: Такома, Спокан, Три-ситис.
Как и предыдущие Игры, соревнования в Сиэтле не были финансово успешными. Тед Тёрнер потерял на этих Играх 44 млн долларов.

## Спортивные объекты
Для проведения Игр ряд спортивных объектов были построены или реконструированы. Federal Way благодаря Играм получил «Центр водных видов спорта округа Кинг» для проведения соревнований по водным видам спорта. В Сиэтле был построен новый трек на стадионе Хаски и обновлено покрытие в павильоне Эдмундсон. Во время проведения Игр на башне Спейс-Нидл была повешена большая золотая медаль.

## Культурная программа
По сравнению с предыдущими Играми в Сиэтле была расширена культурная программа. Более 1400 советских спортсменов, приехавших в США, были размещены в американских семьях. Советские космонавты посетили школы города. Московский государственный цирк дал несколько представлений. В рамках Игр проводился Фестиваль искусств, в котором приняли участие 1300 артистов. Дала представление труппа Большого театра. Была проведена выставка советской истории, показана постановка «Войны и мира» Льва Толстого.

## Мировые рекорды
В ходе Игр были установлены два мировых рекорда: Майк Бэрроумен проплыл 200 м брассом за 2:11,53 с. Надежда Ряшкина прошла 10 км за 41:56,21.

## Виды спорта
Расписание по дням.
- Баскетбол
- Бейсбол
- Бокс
- Вольная борьба (обзор)
- Велоспорт (обзор)
- Водное поло
- Волейбол
- Гандбол
- Гимнастика
- Гребной спорт
- Дзюдо
- Лёгкая атлетика
- Плавание
- Прыжки в воду
- Синхронное плавание
- Современное пятиборье
- Тяжёлая атлетика
- Фигурное катание
- Хоккей (обзор)

## Места проведения соревнований
- стадион Чейни[англ.] (бейсбол)[6]
- Павильон Эдмундсон[англ.] (волейбол)[1]
- Стадион Хаски[англ.] (лёгкая атлетика)[1]
- «Центр водных видов спорта округа Кинг» (плавание, прыжки в воду, синхронное плавание, водное поло)[1]
- Ки-арена (баскетбол)[6]
- Колизей (Спокан)[англ.] (тяжёлая атлетика, волейбол, художественная гимнастика)[7]
- Такома-Доум[англ.] (фигурное катание, гимнастика, хоккей)[6][8]
- Тойота центр[англ.] (хоккей, фигурное катание)[9]
- Гребной и парусный центр «Mount Baker», озеро Вашингтон (гребной спорт)

## Медальный зачёт
*   Принимающая страна (США)
| Место           | Страна                          | Золото | Серебро | Бронза | Всего |
| --------------- | ------------------------------- | ------ | ------- | ------ | ----- |
| 1               | СССР                            | 66     | 68      | 54     | 188   |
| 2               | США*                            | 60     | 53      | 48     | 161   |
| 3               | ГДР                             | 11     | 8       | 24     | 43    |
| 4               | Болгария                        | 8      | 7       | 9      | 24    |
| 5               | Китай                           | 6      | 7       | 3      | 16    |
| 6               | Куба                            | 6      | 4       | 3      | 13    |
| 7               | ФРГ                             | 4      | 3       | 8      | 15    |
| 8               | Канада                          | 4      | 1       | 6      | 11    |
| 9               | Польша                          | 4      | 1       | 0      | 5     |
| 10              | Испания                         | 3      | 2       | 2      | 7     |
| 10              | Республика Корея                | 3      | 2       | 2      | 7     |
| 12              | Румыния                         | 2      | 4       | 2      | 8     |
| 13              | Япония                          | 2      | 3       | 10     | 15    |
| 14              | Италия                          | 2      | 2       | 1      | 5     |
| 15              | Югославия                       | 2      | 1       | 0      | 3     |
| 16              | Венгрия                         | 1      | 1       | 5      | 7     |
| 16              | Нидерланды                      | 1      | 1       | 5      | 7     |
| 18              | Ямайка                          | 1      | 1       | 2      | 4     |
| 19              | Дания                           | 1      | 1       | 1      | 3     |
| 20              | Монголия                        | 1      | 1       | 0      | 2     |
| 21              | Марокко                         | 1      | 0       | 0      | 1     |
| 21              | Мексика                         | 1      | 0       | 0      | 1     |
| 21              | Суринам                         | 1      | 0       | 0      | 1     |
| 21              | Чехословакия                    | 1      | 0       | 0      | 1     |
| 25              | Австралия                       | 0      | 4       | 3      | 7     |
| 26              | Великобритания                  | 0      | 2       | 2      | 4     |
| 27              | Турция                          | 0      | 2       | 1      | 3     |
| 28              | Новая Зеландия                  | 0      | 2       | 0      | 2     |
| 28              | Эфиопия                         | 0      | 2       | 0      | 2     |
| 30              | Бразилия                        | 0      | 1       | 6      | 7     |
| 31              | Кения                           | 0      | 1       | 1      | 2     |
| 32              | Багамские Острова               | 0      | 1       | 0      | 1     |
| 33              | Американские Виргинские Острова | 0      | 0       | 1      | 1     |
| 33              | Ирландия                        | 0      | 0       | 1      | 1     |
| 33              | Франция                         | 0      | 0       | 1      | 1     |
| 33              | Швеция                          | 0      | 0       | 1      | 1     |
| Всего стран: 36 | Всего стран: 36                 | 192    | 186     | 202    | 580   |

## Страны-участницы
В играх приняли участие 2312 спортсменов из 54 стран:
- Австралия
- Багамские Острова
- НРБ
- Бразилия
- Великобритания
- Венгрия
- Венесуэла
- Виргинские Острова (США)
- ГДР
- Дания
- Джибути
- Египет
- Израиль
- Ирландия
- Испания
- Италия
- Канада
- Кения
- Китайская Республика
- КНДР
- Китай
- Колумбия
- Кот-д’Ивуар
- Куба
- Марокко
- Мексика
- МНР
- Нигер
- Нигерия
- Нидерланды
- Новая Зеландия
- Норвегия
- Оман
- Перу
- Польша
- Португалия
- Пуэрто-Рико
- Республика Корея
- Румыния
- Сомали
- СССР
- Суринам
- США
- Швейцария
- Швеция
- Танзания
- Турция
- Франция
- ФРГ
- Чехословакия
- Эфиопия
- Югославия
- Ямайка
- Япония